# Mario Tennis (Game Boy Color)
Mario Tennis, pubblicato in Giappone con il titolo di Mario Tennis GB (マリオテニスGB?), è il terzo videogioco della serie Mario Tennis, uscito per il Game Boy Color nel 2000. È stato convertito per Nintendo 3DS e distribuita tramite Nintendo eShop.
Questo è il primo gioco della serie che vede la nascita di un gioco di ruolo basato sul tennis, dove si può scegliere tra Alex o Nina per partecipare al Mario Tour. Il loro scopo è di allenarsi salendo di livello, per poi essere abbastanza forti per sconfiggere Mario.

## Modalità di gioco
- Mario Tour (Modalità storia): Nel Mario Tour, il giocatore prende il controllo di Alex o Nina. Sono due nuovi studenti che cercano di diventare sempre più bravi nell'Accademia Reale, una scuola di tennis. All'inizio, il giocatore dovrà scegliere se giocare una partita in singolo o in doppio. I partner per i due personaggi possono essere Harry o Kate. Il giocatore giocherà sempre più partite, ricevendo un punteggio alla fine di esse e sfidando personaggi sempre più forti, per salire sempre di più di livello ed incrementare le proprie statistiche, proprio come un RPG. Dopo che verrà portato a termine l'Open dell'Isola, il giocatore sconfiggerà Mario se si fa una partita in singolo, altrimenti con Peach se si gioca in doppio. La partita si svolgerà nel Campo del Castello.
- Esibizione: In questa modalità, il giocatore gioca una partita amichevole, sia in singolo che in doppio. Il giocatore può scegliere quale personaggio essere, quali personaggi saranno la CPU e può anche scegliere la difficoltà della CPU.
- Gioco via cavo: Il gioco via cavo è praticamente come la modalità Esibizione, solo che invece di giocare col computer, si giocherà con un altro giocatore reale. Per giocare in questa modalità sono necessari due Game Boy Color, un cavo link connettersi con un altro Game Boy Color, e due copie di Mario Tennis. Questa funzione è stata rimossa nella versione 3DS.
- Minigiochi di Mario: Questi sono dei minigiochi che possono essere sbloccati quando si sblocca il personaggio che presenta il minigioco.

## Personaggi
Alcuni personaggi di Mario devono essere sbloccati collegando il Game Boy Color al Nintendo 64. I personaggi non possono essere più trasferiti nella versione di Virtual Console per il Nintendo 3DS.
| Personaggi  | Tipo      | Sbloccabile                                                               |
| ----------- | --------- | ------------------------------------------------------------------------- |
| Mario       | Versatile | Vinci in singolo                                                          |
| Peach       | Tecnico   | Vinci in doppio                                                           |
| Luigi       | Versatile | Inizialmente giocabile                                                    |
| Yoshi       | Veloce    | Trasferibile dal Nintendo 64,non utilizzabile nella versione Nintendo 3DS |
| Donkey Kong | Potenza   | Inizialmente giocabile                                                    |
| Baby Mario  | Veloce    | Inizialmente giocabile                                                    |
| Waluigi     | Tecnico   | Trasferibile dal Nintendo 64,non utilizzabile nella versione Nintendo 3DS |
| Wario       | Potenza   | Trasferibile dal Nintendo 64,non utilizzabile nella versione Nintendo 3DS |
| Bowser      | Potenza   | Trasferibile dal Nintendo 64,non utilizzabile nella versione Nintendo 3DS |

### Personaggi di Mario non giocabili
- Daisy (Appare quasi sempre vicino a Peach durante il Mario Tour, anche se non è giocabile).
- Boo
- Toad
- Bob-omba
- Lakitu

### Cameo delle icone di Mario Tennis 64
Ad un certo punto del gioco si possono vedere le icone dei personaggi per la versione Nintendo 64.
- Paratroopa
- Tipo Timido
- Strutzi
- Martelkoopa
- Donkey Kong Jr.
- Goomba

### Membri speciali
- Allie (Veloce)
- Joy (Tecnico)
- Brian (Versatile)

### Personaggi sbloccabili
- Pam (Versatile) (Sbloccabile completando in singolo il Junior Camp)
- Bob (Potenza) (Sbloccabile completando il Junior Camp in singolo)
- Beth (Veloce) (Sbloccabile completando in singolo il Junior Camp)
- Fay (Potenza) (Sbloccabile completando il Senior Camp in singolo)
- Curt (Astuto) (Sbloccabile completando in singolo il Senior Camp)

## Campi
- Campo in erba
- Campo duro
- Campo in terra battuta
- Campo in cemento
- Campo del castello
- Campo dei tropici
- Campo della giungla
- Campo stella
- Campo magazzino